# Dedovsk

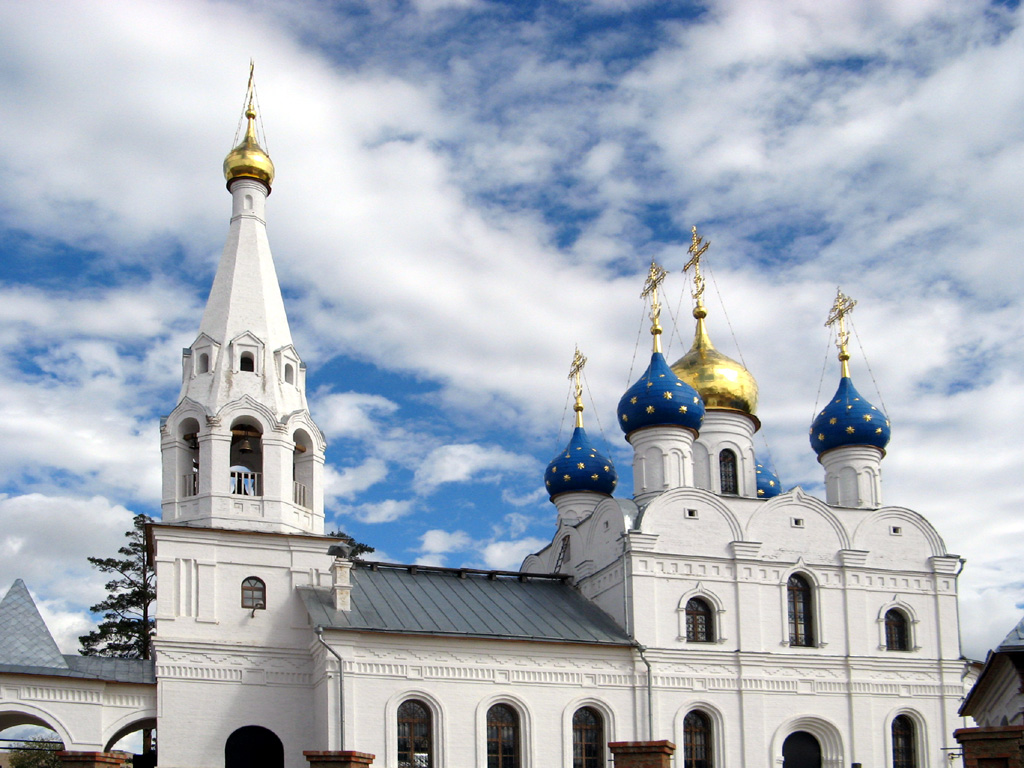
Kyrka i Dedovsk.

Dedovsk (ryska: Де́довск) är en stad i Moskva oblast i Ryssland. Folkmängden uppgick till 29 480 invånare i början av 2015.